# James LaBrie
Kevin James LaBrie (1963. május 5. –) kanadai énekes, a Dream Theater együttes tagja.

## Biográfia
Kevin James LaBrie Kanada Ontario tartományában, Penetanguisheneben született. Itt kezdett el énekelni és dobolni. Már fiatalon több együttesben, illetve lemezen szerepelt, ám ekkor még nem tudott kibontakozni, így 18 évesen Toronto városába költözött zenei pályájának fellendülése érdekében. Ma Midlandben él feleségével és két gyermekével.
Első nevesebb együttese az 1980-as évekbeli glam metal-banda, a Winter Rose volt, mellyel 1987-ben kiadták egyetlen, az együttes nevével azonos című lemezüket.
1991-ben megtudta, hogy az amerikai progresszív metalt játszó Dream Theater énekest keres. A hír hallatán egyből New Yorkba utazott, ahol 200 jelentkező közül esett rá a választás.
Mivel az együttesben két John volt (Petrucci és Myung), valamint már egy Kevin is (Moore), így LaBrie úgy határozott, hogy ezentúl James LaBrie néven fog szerepelni.
Az 1992-ben megjelenő Images and a Words óta minden albumon ő énekel. A komponálásban és a dalszövegírásban viszonylag kis szerepe van.
1994. december 29-én, miközben Kubában vakációzott, ételmérgezést szenvedett, és miközben hányt, hangszalagjai megrepedtek. Három torokspecialistához is elment, de mind azt mondták neki, hogy nem tehetnek érte semmit, az egyetlen megoldás az, hogy pihenteti a hangját, amennyire csak lehetséges. 1995. január 12-én az orvosok intelmei ellenére Japánban részt vett az Awake turnéján, ahol hangja nagyon messze volt a normálistól. Később elmondta, hogy körülbelül 1997-ig nem érezte magát tökéletesen hangilag. A 2000-es Scenes from a Memory-turné majdnem teljesen tönkretette a hangját. Elmondása alapján nagyon nehéz időket élt meg akkoriban énekesként. Depresszív hangulata volt, el akarta hagyni a Dream Theatert. Társai viszont kiálltak mellette és maradásra biztatták. A Six Degrees of Inner Turbulence turnéja után érezte, hogy hangja teljesen visszatért. James szerint az elmúlt 7 év alatti rendszeres gyakorlás segített a meggyógyulásában.
Zenei stílusára olyan különböző művészek vannak hatással, mint a Metallica, az Aerosmith, Eddie Van Halen, a Journey, a Judas Priest, Wolfgang Amadeus Mozart, Antonio Vivaldi, Ludwig van Beethoven, Steve Perry, Freddie Mercury, Sting, Paul Rodgers vagy Nat King Cole. LaBrie elmondása szerint ezek a hatások leginkább az Octavarium című albumon figyelhetőek meg.
A Dream Theater énekeseként több alkalommal vendégzenészkedett más előadók mellett: szerepelt Trent Gardner Leonardo: The Absolute Man, az Ayreon The Human Equation, valamint a Shadow Gallery Tryanny című lemezén. Emellett tagja volt az Explorers Club nevű progresszív rock szupergrupnak, melynek megalapítása szintén Trent Gardner, illetve testvére, Wayne Gardner nevéhez fűződik.
Matt Guillory és Mike Mangini közreműködésével eddig három szólóalbumot adott ki különböző neveken (MullMuzzler, James LaBrie's MullMuzzler és James LaBrie simán). Legutóbbi szólólemeze, az Impermanent Resonance 2013 júliusában jelent meg.
2004 óta dolgozik a True Symphonic Rockestra elnevezésű projekten, amelynek produceri munkálatait a Brainworx és a Marinsound végzi.
Az arrongáns doktor szerepét játssza Henning Pauly Babysteps című, 2006-ban kiadott lemezén.
James több régebbi interjújában beszélt arról, hogy keresztény, s rendszeresen gyakorolja vallását, azonban újabb nyilatkozataiban és egyes dalszövegeiben egy sokkal spirituálisabb, deista perspektívát mutat be, ami távol áll a szervezett vallástól.

## Diszkográfia

### A Winter Rose tagjaként
- Winter Rose (1987)

### A Dream Theater tagjaként
- Images and Words (1992)
- Awake (1994)
- A Change of Seasons (EP, 1995)
- Falling into Infinity (1997)
- Metropolis Pt. 2: Scenes from a Memory (1999)
- Six Degrees of Inner Turbulence (2CD, 2002)
- Train of Thought (2003)
- Octavarium (2005)
- Systematic Chaos (2007)
- Black Clouds & Silver Linings (2009)
- A Dramatic Turn of Events (2011)
- Dream Theater (2013)
- The Astonishing (2016)
- Distance Over Time (2019)
- A View from the Top of the World (2021)

### Szólóban
- Elements of Persuasion (2005)
- Static Impulse (2010)
- Impermanent Resonance (2013)
- Beautiful Shade of Grey (2022)

MullMuzzler néven
- Keep It to Yourself (1999)
- MullMuzzler 2 (2001)

### Vendégzenészként
- Shadow Gallery - Tyranny (1998)
- Explorer's Club - Age of Impact (1998)
- Trent Gardner - Leonardo: The Absolute Man (2001)
- Explorer's Club - Raising The Mammoth (2002)
- Frameshift - Unweaving the Rainbow (2003)
- Tim Donahue - Madmen & Sinners (2004)
- Ayreon - The Human Equation (2004)
- Henning Pauly - Babysteps (2006)
- John Macaluso & Union Radio - The Radio Waves Goodbye (2007)
- True Symphonic Rockestra - Concerto in True Minor (2008)
- Redemption - Snowfall on Judgement Day (2009)
- Roswell Six - Terra Incognita : Beyond the Horizon (2009)
- Eden's Curse - Trinity (2011)
- Ayreon - The Source (2017)
- Last Union - Twelve (2018)